# Agògica
L'agògica (neologisme provinent de l'alemany agogik, proposat el 1884 per Hugo Riemann) designa les lleugeres modificacions de ritme o de tempo en la interpretació d'un fragment musical de manera transitòria, en oposició a una execució exacta i mecànica (metronòmica).
L'agògica pot ser una acceleració, un alentiment, una cesura rítmica o qualsevol altre tipus de fluctuació del moviment al si d'un fragment. És per tant una part important de la interpretació que s'utilitza per a obtenir una major expressivitat. En aquest sentit, té un significat similar a rubato.
Fou Hugo Riemann qui va utilitzar per primer cop aquest mot en la seva obra titulada Musikalische Dynamik und Agogik (Hamburg/St. Petersburg/Leipzig, 1884). Etimològicament deriva del llatí agogē i aquest del grec ἀγωγή, "moviment musical". En aquesta obra diferencia entre l'accent dinàmic (relatiu a la força) i l'accent agògic (relatiu al moviment).
El compositor pot assenyalar a la partitura les modificacions de velocitat o de tempo més grans utilitzant expressions com ara:
- accel. (accelerando) - accelerant
- string. (stringendo) - estrenyent
- ritard. (ritardando) - retardant
- rall. (rallentando) - ralentint
- rit. (ritenuto) - retingut
- smorz. (smorzando) - esmorteint
- mosso - mogut

Per extensió, el terme s'aplica a tot el que fa referència a la teoria del moviment en l'execució musical.